# Kalikalong (Tayu)
Kalikalong is een bestuurslaag in het regentschap Pati van de provincie Midden-Java, Indonesië. Kalikalong telt 3507 inwoners (volkstelling 2010).